# Tuff
Tuff es una banda estadounidense de glam metal formada en 1985 en Phoenix, Arizona, por el guitarrista Jorge DeSaint, el baterista Gary Huckaby y el bajista Todd Chase. Entre sus líneas se destacaron músicos como John Corabi y Jim Gillette.

## Miembros actuales
- Stevie Rachelle (Steve Hanseter) - voz (1987-1995 / 2000–Presente)
- Todd Chase (Todd Chaisson) - bajo (1985-1991 / 2008–Presente)
- Billy Morris - guitarra (2004 / 2012–Presente)
- Jimi Lord Winalis - batería (1993-1995 / 2009 / 2015)
- Todd "T" Burr' - batería (2001-2012 / 2015)
- Boris "BC" Chudzinski - guitarra (2013–Presente)

## Discografía
- Knock Yourself Out (Tuff Muff Music 1986)
- What Comes Around Goes Around (Atlantic Records 1991)
- Fist First (RLS Records 1994)
- Religious Fix (Mausoleum/MMS/BMG 1995)
- Decade of Disrespect (RLS Records 1996)
- Regurgitation (Big Cheese Records 1997)
- History of Tuff (RLS Records 2001)
- Live in the U.K. (RLS Records 2003)
- What Comes Around Goes Around... Again! (RLS Records 2012)
- The Glam Years 1985-1989 (RLS Records 2015)
- Decadation (RLS Records 2015)

## Home Videos/DVD
- What Comes Around Goes Around: The Videos (1991/2003)[1]
- Religious Fix The Videos (1995/2003)
- Decade of Distant Memories (1996/2003)
- Rock N' Rarities The Videos (2003)